# Завод азотної хімії у Коорганзі
Завод азотної хімії у Коорганзі (Kooragang) – виробничий майданчик на сході Австралії, в одному з районів міста Ньюкасл, на намитому в першій половині 1960-х острові Коораганг.
Завод в Коорганзі ввела в дію у 1969 році компанія Eastern Nitrogen Ltd, засновниками якої виступили Imperial Chemical industry of Australia and New Zealand Limited (ICIANZ, дочірня структура британського хімічного концерну Imperial Chemical Industries), гірничодобувна Conzinc Riotinto of Australia (CRA), King Ranch та японська Mitsui. Майданчик випускав аміак, який в подальшому використовували для продукування нітратної кислоти та нітрату амонію (продук реакції аміаку та нітратної кислоти). З 1972-го останній випускали не лише у форматі добрива, але й у вигляді промислової вибухівки. 
Значним стороннім споживачем аміаку міг бути розташований поруч на тому ж острові Коорганг завод добрив компанії AFL, втім він закрився вже наприкінці 1980-х.
Як сировину для продукування аміаку спершу використовували naphtha – суміш легких рідких вуглеводнів, що в цілому відповідає конденсату. В 1982-му завод перевели на споживання природного газу, який подали по трубопроводу Сідней – Ньюкасл.
Вже в 1970-му унаслідок злиття Eastern Nitrogen Ltd з компаніями Austral Pacific Fertilisers (нещодавно запустила свій аміачний завод в Гібсон-Айленді) та A.C.F. and Shirleys Fertilizers (заводи добрив у Пінкенба та Кернсі) виникла компанія Consolidated Fertilizers Limited (CFL), що в 1983-му була перейменована на Incitec. В 2003-му відбулось злиття Incitec з південноавстралійським виробником добрив Pivot Limited в компанію Incitec Pivot, втім, завод азотної хімії в Коорганзі опинився в руках компанії Orica, яку створили в 1998-му на основі ICI Australia (колишня ICIANZ) після рішення концерну ICI вийти з бізнесу в Австралії та Новій Зеландії.
На момент запуску майданчик в Коорганзі міг виробляти 180 тисяч тонн аміаку та 150 тисяч тонн нітрату амонію на рік. В 1989 запустили ще по одній лінії нітратної кислоти та нітрату амонію, а у 2004-му стала до ладу третя лінія нітратної кислоти. Як наслідок завод суттєво збільшив свою потужність та станом на кінець 2010-х міг щорічно випускати 350 тисяч тонн аміаку, 330 тисяч тонн нітратної кислоти та 430 тисяч тонн нітрату амонію, при цьому з 2004 року нітрат амонію випускають лише як вибухівку для гірничодобувної промисловості.
За період з 1969 по 2019 роки майданчик сукупно випустив 9,5 млн тонн аміаку ( з яких 3 млн тонн продали стороннім споживачам), 9,8 млн тонн нітратної кислоти та 11,5 млн тонн нітрату амонію. Крім того, як супутній продукт випустили 1,3 млн тонн діоксиду вуглецю харчової якості.